# 龙源水库
龙源水库位于湖南省岳阳市临湘市，是一座以灌溉为主的中型水库，库容约1.02亿立方米。